# Kansas Speedway
El Kansas Speedway és un circuit automobilístic situat a la ciutat de Kansas City (Kansas), Estats Units, al costat de Village West. Mesura 1,52 milles (2.445 metres) d'extensió, i des de la seua inauguració ha estat seu de carreres dels principals campionats estatunidencs d'automobilisme en ovals.
La NASCAR Cup Series i la Busch Series corren allí a finals de setembre o principis d'octubre, en concret una carrera de 400 milles (640 km) i 300 milles (480 km) respectivament. Fins a 2006, la IndyCar Series i la NASCAR Truck Series van disputar la primera setmana de juliol una carrera de 300 milles (480 km) i de 250 milles (400 km) respectivament. Per a evitar el calorós i humit estiu del Mitjà Oest, eixa carrera es va traslladar per a 2007 a finals d'abril o principis de maig. La Indy Lights va córrer juntament amb la Truck Series i la IndyCar entre 2001 i 2004, i després novament en 2008 i 2009 

## Rècords de volta
- NASCAR Cup Series: Matt Kenseth, 29,858 s, 180,856 mph (290,997 km/h), 2005
- NASCAR Nationwide Series: Martin Truex Jr., 30,178 s, 178,938 mph (287,911 km/h), 2005
- NASCAR Truck Series: Bill Lester, 31,100 s, 173,633 ;mph (279,375 km/h), 2005
- IndyCar Series: Tomas Scheckter, 220,226 mph (354,344 km/h), 7 de juliol de 2003

## Guanyadors
| Any  | Cup Series     | Cup Series | Busch Series  | Busch Series | Truck Series   | Truck Series |
| Any  | Pilot          | Marca      | Pilot         | Marca        | Pilot          | Marca        |
| ---- | -------------- | ---------- | ------------- | ------------ | -------------- | ------------ |
| 2001 | Jeff Gordon    | Chevrolet  | Jeff Green    | Ford         | Ricky Hendrick | Chevrolet    |
| 2002 | Jeff Gordon    | Chevrolet  | Jeff Burton   | Ford         | Mike Bliss     | Chevrolet    |
| 2003 | Ryan Newman    | Dodge      | David Green   | Pontiac      | Jon Wood       | Ford         |
| 2004 | Joe Nemechek   | Chevrolet  | Joe Nemechek  | Chevrolet    | Carl Edwards   | Ford         |
| 2005 | Mark Martin    | Ford       | Kasey Kahne   | Dodge        | Todd Bodine    | Toyota       |
| 2006 | Tony Stewart   | Chevrolet  | Kevin Harvick | Chevrolet    | Terry Cook     | Ford         |
| 2007 | Greg Biffle    | Ford       | Kyle Busch    | Chevrolet    | Erik Darnell   | Ford         |
| 2008 | Jimmie Johnson | Chevrolet  | Denny Hamlin  | Toyota       | Ron Hornaday   | Chevrolet    |
| 2009 | Tony Stewart   | Chevrolet  | Joey Logano   | Toyota       | Mike Skinner   | Toyota       |
| 2010 |                |            |               |              | Johnny Sauter  | Chevrolet    |

| Any  | Pilot           | Automòbil         | Equip           |
| ---- | --------------- | ----------------- | --------------- |
| 2001 | Eddie Cheever   | Dallara Infiniti  | Cheever         |
| 2002 | Airton Daré     | Dallara Chevrolet | Foyt            |
| 2003 | Bryan Herta     | Dallara Honda     | Andretti Green  |
| 2004 | Buddy Rice      | G-Force Honda     | Rahal Letterman |
| 2005 | Tony Kanaan     | Dallara Honda     | Andretti Green  |
| 2006 | Sam Hornish Jr. | Dallara Honda     | Penske          |
| 2007 | Dan Wheldon     | Dallara Honda     | Ganassi         |
| 2008 | Dan Wheldon     | Dallara Honda     | Ganassi         |
| 2009 | Scott Dixon     | Dallara Honda     | Ganassi         |
| 2010 | Scott Dixon     | Dallara Honda     | Ganassi         |

| Any  | Pilot              |
| ---- | ------------------ |
| 2001 | Kristian Kolby     |
| 2002 | A.J. Foyt IV       |
| 2003 | Mark Taylor        |
| 2004 | Thiago Medeiros    |
| 2008 | J.R. Hildebrand    |
| 2009 | Sebastian Saavedra |